# Novosuctobelba pontigera
Novosuctobelba pontigera är en kvalsterart som först beskrevs av Hammer 1961.  Novosuctobelba pontigera ingår i släktet Novosuctobelba och familjen Suctobelbidae. Inga underarter finns listade i Catalogue of Life.